# TMK (USSR)
 For alternative betydninger, se TMK (flertydig). (Se også artikler, som begynder med TMK)
TMK eller TMK-1 ('Тяжелый Межпланетный Корабль' (russisk): tungt interplanetarisk skib) var benævnelsen for et meget ambitiøst sovjetisk rumprojekt hvis formål var at sende et bemandet rumfartøj til området ved planeten Mars for nærmere undersøgelser.
De første planer blev udarbejdet af ledende sovjetiske rumforskere allerede i 1959, og i henhold til planen var det meningen at TMK-rumfartøjet skulle opsendes i 1971 og foretage en tre år lang rejse, hvor man ved passage af Mars skulle landsætte en sonde.
De første planer opererede med et bemandet projekt med tre kosmonauter. Under senere revideringer blev planerne revideret til at omfatte et ubemandet TMK-fartøj, som følge af den store baggrundsstråling, som rumfartøjet og mandskabet om bord ville blive udsat for undervejs.
TMK-projektet blev på mange måder betragtet som Sovjetunionens svar på de af USA udførte månelandinger. Projektet blev dog aldrig fuldført, da man havde problemer med løfteraketten Nositel-1, som skulle anvendes ved opsendelsen.

## Ekstern henvisning
TMK, Encyclopedia Astronautika (Engelsk)
| Rumfart | Spire Denne artikel om rumfart er en spire som bør udbygges. Du er velkommen til at hjælpe Wikipedia ved at udvide den. |